# Тектонічний цикл
Тектонічний цикл (геотектонічний цикл) (англ. geotectonic (tectonic) cycle, нім. geotektonischer (tektonischer) Zyklus m) – сукупність геологічних явищ в поступально-направленому розвитку тектоносфери, що характеризуються закономірною еволюцією рухомої (геосинклінальної складчастої) області від закладення геосинкліналі до завершення в її межах складчастих і складчасто-брилових процесів та пов'язаного з ними або безпосередньо наступного за ними горотворення. Тектонічний цикл нерідко позначається термінами: цикл складчастості, епоха складчастості, або, скорочено, складчастість (по завершальній складчастості). Більш вузьке тлумачення Ц.г. – процес перетворення геосинкліналі в складчасту систему. Вчення про Ц.г. найбільш повно розроблено для пізнього протерозою і фанерозою (байкальська, каледонська, герцинська, мезозойська, альпійська складчастості). Уявлення про більш давні архейську і ранньопротерозойську складчастості неповні. 
Близьке поняття – цикл тектоно-магматичний. 